# Armes à feu médiévales
 (juillet 2025).
Si vous disposez d'ouvrages ou d'articles de référence ou si vous connaissez des sites web de qualité traitant du thème abordé ici, merci de compléter l'article en donnant les références utiles à sa vérifiabilité et en les liant à la section « Notes et références ».
Les armes à feu médiévales sont les premières armes à feu utilisées par les Occidentaux, durant les derniers siècles du Moyen Âge,. Elles peuvent être regroupées en deux ensembles : une artillerie à poudre prenant peu à peu le pas sur l'artillerie médiévale classique à torsion ou à balancier, et des armes portatives (couleuvrines à main, hacquebutes puis arquebuses) préfigurant les armes légères modernes.